# Guma
Guma és una ciutat censal de l'Índia. Antigament fou un dels Duars Orientals agregats al districte de Goalpara, a Assam. Tenia una superfície de prop de 254 km², dels quals només un 6,5% estava cultivat.